# Simona Malatesta

Stemma dei Malatesta

Simona Malatesta (... – XIV secolo) era figlia di Malatesta da Verucchio (1212-1312) e di Margherita dei Paltenieri di Monselice, nel padovano.

## Biografia
Simona, ultima figlia di Malatesta da Verucchio, sposò in prime nozze Marco di Cunio, figlio del conte Rainerio. Nel 1324 risulta essere vedova: al 3 giugno 1324 risale una dispensa papale che permetteva a Simona di sposare il conte Taddeo di Pietrarubbia, parente di quarto grado del defunto Marco di Cunio. Simona risulta ancora in vita nel 1355, anno in cui dispone l'allestimento a sue spese di una infermeria per i Frati Agostiniani di Rimini.

## Ascendenza
|                                    |   |          | Genitori |  |  | Nonni                 |  |  | Bisnonni         |  |
|                                    |   |          |          |  |  | Malatesta I Malatesta |  |  | Malatesta Minore |  |
|                                    |   |          |          |  |  | Malatesta I Malatesta |  |  | Malatesta Minore |  |
|                                    |   | Alaburga |          |  |  | Malatesta I Malatesta |  |  |                  |  |
| Malatesta da Verucchio             |   |          |          |  |  | Malatesta I Malatesta |  |  |                  |  |
|                                    |   | Adelasia | …        |  |  |                       |  |  |                  |  |
|                                    |   | Adelasia | …        |  |  |                       |  |  |                  |  |
|                                    |   | Adelasia | …        |  |  |                       |  |  |                  |  |
| Simona Malatesta                   |   | Adelasia |          |  |  |                       |  |  |                  |  |
|                                    | … | …        |          |  |  |                       |  |  |                  |  |
|                                    | … | …        |          |  |  |                       |  |  |                  |  |
|                                    | … | …        |          |  |  |                       |  |  |                  |  |
| Margherita Paltenieri di Monselice | … |          |          |  |  |                       |  |  |                  |  |
|                                    |   | …        | …        |  |  |                       |  |  |                  |  |
|                                    |   | …        | …        |  |  |                       |  |  |                  |  |
|                                    |   | …        | …        |  |  |                       |  |  |                  |  |
|                                    |   | …        |          |  |  |                       |  |  |                  |  |